# Abdelmadjid Méziane
Abdelmadjid Méziane, né le 17 mars 1926 à Tlemcen et mort le 15 janvier 2001 est un intellectuel, homme politique et ancien wali en Algérie.

## Biographie
Abdelmadjid Meziane est un intellectuel et homme politique algérien. Il fut notamment recteur de l'université d'Alger, ministre de la Culture et président du Haut-Conseil islamique.   
Bien qu'Algérien, Meziane participe à la lutte de Libération marocaine aux côtés d'Abbas Messadi en 1950. 
Il est coordonnateur du FLN au Maroc, rejoint le ministère de l'Armement et des Liaisons générales en 1957 et intègre la radio algérienne. Il est finalement désigné secrétaire général de la fédération du FLN au Maroc.
Il est plus tard recteur de l'université d'Alger et ministre de la Culture. Il termine sa carrière à la tête du Haut-Conseil islamique, qu’il préside jusqu’à son décès, le 15 janvier 2001.

## Fonctions
Ses principales fonctions occupées sont :
1. Wali d'Oran: (1963-1963).
2. Directeur du Cabinet du Président de la République: (1963-1965).
3. Ministre de la Culture : (1982-1986).
4. Président du Haut conseil islamique (1998-2001).

## Maladie et décès
Il est décédé le 15 janvier 2001 à l'âge de 75 ans.

## Décorations et distinctions
- Membre de l'Académie du royaume du Maroc[1].